# 索包德希德韦格
索包德希德韦格（匈牙利語：Szabadhídvég）是匈牙利费耶尔州所辖的一个村。总面积44.10平方公里，总人口846，人口密度19.2人/平方公里（2011年1月1日）。